# Dubeikis
Dubeikis je potok na západě Litvy v okresech Plungė (Telšiaiský kraj) a Kretinga (Klaipėdský kraj), v Žemaitsku na Žemaitijské vysočině. Pramení 2 km na jih od obce Dyburiai. Teče na západoseverozápad. Vlévá se do řeky Minije 1,5 km na jih od obce Prystovai u vsi Cigonaliai 105,3 km od jejího ústí do Atmaty. Je to její levý přítok.

## Přítoky
Nemá významnější přítoky (levý přítok o délce 1,3 km).